# فريدريك كيبنغ
فريدريك كيبنغ (بالإنجليزية: Frederic Kipping)‏ هو كيميائي بريطاني عاش في الفترة ما بين سنتي 1863 و1949. وهو زميل في الجمعية الملكية.
يعد فريدريك كيبنغ رائداً في مجال البوليميرات السيليكونية.